# 赫伯特·理查森
赫伯特·理查森（英語：Herbert Richardson，1903年11月25日—1982年1月17日），加拿大男子赛艇运动员。他曾代表加拿大参加1928年夏季奥林匹克运动会赛艇比赛，获得男子八人单桨有舵手铜牌。